# Jenčice
Jenčice település Csehországban, a Litoměřicei járásban. Jenčice Velemín, Úpohlavy, Vchynice, Třebenice és Čížkovice településekkel határos. Lakosainak száma 336 fő (2024. január 1.).

## Népesség
A település lakosságának változását az alábbi diagram mutatja:
| Lakosok száma | 459  | 449  | 517  | 374  | 303  | 318  | 338  | 333  | 327  | 336  |
|               | 1869 | 1890 | 1921 | 1950 | 1980 | 2001 | 2017 | 2019 | 2022 | 2024 |